# José Pedro Soares
José Pedro Soares (Ribeira Grande (Açores), 29 de Março de 1842 — Angra do Heroísmo, 5 de agosto de 1916) foi um presbítero e professor liceal. Foi aluno do Liceu Nacional de Ponta Delgada e do Seminário Episcopal de Angra. Foi tio do coronel José Pedro Soares, presidente da Câmara Municipal de Angra do Heroísmo.

## Biografia
Nascido na então vila da Ribeira Grande, na ilha de São Miguel, estudou no Liceu Nacional de Ponta Delgada e veio para Angra como familiar do bispo D. Frei Estêvão de Jesus Maria.
Depois de frequentar o Seminário Episcopal de Angra, ordenou-se presbítero em 1868, sendo já capelão da Sé Catedral de Angra, a Igreja de São Salvador (Angra do Heroísmo) desde 1865. Exerceu o lugar de mestre da capela desde 1879 a 1902. Em 1915 foi nomeado cónego.
Foi capelão, confessor e síndico do Recolhimento das Mónicas de Angra do Heroísmo desde 1869. Foi incansável em promover os importantes melhoramentos materiais realizados naquele recolhimento e igreja anexa.
Foi professor provisório do liceu de Angra do Heroísmo desde 1880, tendo leccionado as cadeiras de Filosofia, Latim, História e Português. Exerceu também,desde 1891 a 1910, o cargo de professor de Literatura, Retórica e Moral do Seminário Episcopal de Angra, onde tinha feito parte dos seus estudos. Foi examinador pro-sinodal desde 1889 até se reformar.
Foi tesoureiro da Irmandade de São Pedro Ad Vincula da Sé e emissário da Venerável Ordem Terceira do Carmo e da Confraria de Nossa senhora das Dores, ambas erectas na igreja de São Francisco.